# Massimo di Napoli
Massimo di Napoli (III secolo – 361) è stato il decimo o tredicesimo vescovo di Napoli; teologo, è venerato come santo e martire dalla Chiesa cattolica e da quella ortodossa.

## Biografia
Teologo e difensore della fede, resse la diocesi probabilmente dal 347 al 359, comunque sotto l'imperatore Costanzo II, che regnò dal 337 al 361.
Difese strenuamente i dettati del Concilio di Nicea contro l'arianesimo, fu mandato in esilio ed il suo posto fu preso da Zosimo, che sosteneva proprio la dottrina ariana.
Zosimo resse la diocesi per sei anni, ma fu costretto ad abdicare poiché ogni volta che si accingeva a parlare in pubblico la voce non gli usciva. Questo blocco delle corde vocali fu attribuito alle preghiere di Massimo, preoccupato per la diffusione dell'eresia tra la sua gente, e fu considerato come miracolo compiuto in vita ai fini della canonizzazione di Massimo.
I suoi resti tornarono a Napoli sotto il suo successore Severo e fu sepolto in cattedrale dove ancora oggi si conserva il sarcofago sotto l'altare che reca l'iscrizione Maximus episcopus qui et confessor.
Ora i suoi resti sono nella chiesa dei santi Efebo, Fortunato e Massimo dove sono conservate anche una statua cinquecentesca del santo "dormiente" ed una tela di altare raffigurante i tre vescovi santi. Altri reperti iconografici sono in cattedrale.

## Culto
Massimo morì in esilio e ciò gli valse anche il titolo di martire.
È venerato come santo sia dalla Chiesa cattolica, che ne commemora la memoria il 10 giugno (secondo altre fonti l'11 giugno), e dalla Chiesa ortodossa, che lo ricorda il 10 giugno secondo il vecchio calendario (corrisponde al 23 giugno).